# Vader (band)
Vader er et polsk thrash death metal-band.

## Diskografi
- The Ultimate Incantation (1992)
- De Profundis (1995)
- Black to the Blind (1997)
- Litany (2000)
- Revelations (2002)
- The Beast (2004)
- Impressions in Blood (2006)
- Necropolis (2009)
- Welcome to the Morbid Reich (2011)
- Tibi et Igni (2014)
- The Empire (2016)
- Solitude In Madness (2020)

## Medlemmer
- Peter - vokal, guitar (1983-)
- Spider - guitar (2010-)
- Hal - bas (2011-)
- James Stewart - trommer (2011-)